# Škola umjetničkih zanata u Weimaru
Škola umjetničkih zanata velikog vojvodstva Sachsen-Weimar (njemački: Großherzoglich-Sächsische Kunstgewerbeschule Weimar) je privatna umjetnička škola, osnovana 1. travnja 1908. god. na inicijativu belgijskog secesijskog arhitekta van de Veldea (1863. – 1957.) i vojvode Wilhelma Ernsta od Sachsen-Weimara u gradu Weimaru. Kao takva, djelovala je sve do 30. rujna 1915. godine zbog početka Prvog svjetskog rata. 
Sama građevina ima dva krila. Zapadno krilo s pročeljem u obliku potkovice je bila Škola s privatnim studijem van de Veldea u potkrovlju, a istočno je bilo kiparska školom s privatnim studijem kipara Adolfa Brütta.
U ovoj zgradi 1919. god. Walter Gropius osniva slavnu školu za umjetnost i dizajn, Bauhaus. Središnje stubište, koja je prekrasnim zidnim slikama ukrasio Oskar Schlemmer, je bilo mjesto prve Bauhaus izložbe 1923. god. Bauhaus je djelovao u ovoj zgradi do njenog seljenja u novosagrađenu zgradu u Dessau 1925. god. 
Otto Banning (1883. – 1959.) 1926. god. sve Weimarske umjetničke institucije spaja u Državno sveučilište umjetnosti i arhitekture ( Staatlichen Hochschule für Handwerk und Baukunst) ili ukratko Bauhochschule. Nakon nacističkog direktora Paula Schultze-Naumburga (od 1. travnja 1930.), 1940. god. direktor postaje Gerd Offenberg (189.7-1987.) kada postaje Škola arhitekture i likovnih umjetnosti u skloopu tehničkih fakulteta. Od 1945. – 51. god. pod vodstvom je Hermanna Hensel (1905. – 1995.)kao Škola arhitekture i građevinarstva. Restrukturirana je u širokom rasponu od političkih promjena 1989. do 17. svibnja 1996. god. kada dobiva naziv Bauhaus Sveučilište Weimaru.
Ova bivša školska zgrada Bauhausa je danas jedna od zgrada Sveučilišta Bauhaus i od 1996. god. UNESCO-ova svjetska baština, zajedno s drugim zgradama Bauhausa u Weimaru i Dessau.

## Vanjske poveznice
- Henry van de Velde u Weimaru od 1902.-1917.  Arhivirana inačica izvorne stranice od 31. siječnja 2012. (Wayback Machine) s www.thueringen.de (PDF; 2,75 MB) (njem.)
- Sveučilište Bauhaus u Weimaru (njem.)

### Ostali projekti
|  | Zajednički poslužitelj ima još gradiva o temi Kunstgewerbeschulbau (Van-de-Velde-Bau) |